# Herminda Martin
Herminda Martín Mieres (Chillán, 1867-Viña del Mar, 1937) fue una filántropa chilena. Se le reconoce en la ciudad de Chillán por ser quien donó los terrenos para la construcción del Hospital Clínico Herminda Martín.

## Biografía
Nació en Chillán en 1867, sus padres fueron el médico Pelegrín Martín y Martí e Isidora Mieres Lantaño, nieta de Clemente Lantaño. Fue la menor de diez hermanos y se casó muy joven con Anfión Muñoz con quien residió en la ciudad de Victoria, Región de la Araucanía. Ambos no tuvieron hijos y una vez que don Anfión falleció, Herminda vendió los terrenos en la ciudad para trasladarse a Santiago. 
Compró diversas propiedades en la capital chilena y su ciudad natal, entre ellas, una propiedad ubicada en la esquina de Agustinas con Ahumada, otra ubicada en la Alameda, una tercera en calle Mac-Iver y el terreno que hoy ocupa el Edificio Consistorial de Chillán.
Herminda tuvo una segunda pareja llamada Lisandro Anguita quien fue un hombre lleno de deudas, este hombre comenzó un proceso de enajenación de tierras cual culminó con un juicio a favor de doña Herminda y su fortuna. Próximamente fallecería en su hogar en avenida La Marina de Viña del Mar, en su testamento obsequió su fortuna para la creación de un hospital en Chillán, actualmente sus restos se encuentran en el Cementerio General de Santiago.
Una vez fallecida, el recinto de salud adopta el nombre de ella como homenaje, además el municipio de Chillán titula una de las calles de Las Cuatro Avenidas con su nombre.